# Antonina Płońska
Antonina Płońska herbu Prus I (ur. 22 lipca 1902 w Karaczyńcach, zm. 18 listopada 1994 w Surrey) – polska działaczka emigracyjna w stopniu podpułkownika.

## Życiorys
Była córką Czesława herbu Prus I (1848-) oraz Marii Skarbek-Czarkowskiej herbu Awdaniec, (1867-1926).
Po II wojnie światowej przebywała na emigracji w Wielkiej Brytanii. Była członkiem Rady Rzeczypospolitej Polskiej kadencji II (1958-1963), III (1963-1968) z ramienia Niezależnego Ruchu Społecznego, IV (1968-1970) z ramienia Obywatelskiego Związku Polek na Obczyźnie, zasiadła w Komisji Tymczasowej Okresu Przejściowego (1972-1973), następnie była członkiem Rady Narodowej Rzeczypospolitej Polskiej kadencji V (1973-1978) z ramienia Związku Socjalistów Polskich i pełniła w niej funkcję sekretarza, VI 1978-1983 z ramienia Obywatelskiego Związku Polek. Była wybierana na członka emigracyjnej Kapituły Orderu Odrodzenia Polski (kadencje 1970-1973 i 1978-1981).

## Odznaczenia
- Krzyż Kawalerski Orderu Odrodzenia Polski (3 maja 1969, za wybitne zasługi na polu pracy społecznej)[1]